# Lamar Odom
Lamar Odom (n. 6 noiembrie 1979, New York City, New York, SUA) este un baschetbalist american, medaliat olimpic. A participat la o ediție a Jocurilor Olimpice (2004) în care a câștigat o medalie de bronz.